# Officiers généraux et organisation du commandement général britanniques pendant les guerres de la Révolution et du Premier Empire
Les officiers généraux britanniques pendant les guerres de la Révolution française et les guerres napoléoniennes constituent le corps des officiers généraux qui assurèrent un commandement à partir du niveau de la brigade dans le cadre de l'organisation du commandement général des armées du Royaume-Uni sous le règne de Georges III, commandant suprême des forces armées, entre 1792 et 1815.
Les grandes unités sont articulées en corps, divisions et brigades. Plusieurs corps expéditionnaires furent levés en vue de campagnes ou d'opérations particulières – campagne d'Égypte (1798-1801), invasion anglo-russe de la Hollande (1799), expédition de Walcheren (1809) – à la tête desquels furent placés des officiers généraux. Lors de la campagne de Belgique de 1815 un corps de cavalerie anglo-hanovrien constitué de sept brigades fut placé sous les ordres du lieutenant-général comte d'Uxbridge.

## Commandants en chef
- H.M. George III du Royaume-Uni : en sa qualité de souverain régnant, Georges III était aussi le chef des armées du royaume mais sa santé mentale se dégradant, une régence fut établie en 1810 et confiée à son fils aîné et prince héritier Georges de Galles qui assura de fait ce commandement jusqu'à la fin des hostilités.
- Sir John Moore (1761-1809) : commandant en chef des troupes britanniques en Espagne, il est tué le 16 janvier 1809 à la bataille de La Corogne.
- Sir Arthur Wellesley (1769-1852), 1er comte puis marquis puis duc de Wellington: il remplace John Moore en Espagne jusqu'à la fin de la campagne puis participe à l'invasion alliée de la France en 1814 et, en particulier, à la bataille de Toulouse en avril. Fait Field marshal le 21 juin 1813, il commande ensuite les troupes alliées pendant la campagne de Belgique de 1815.

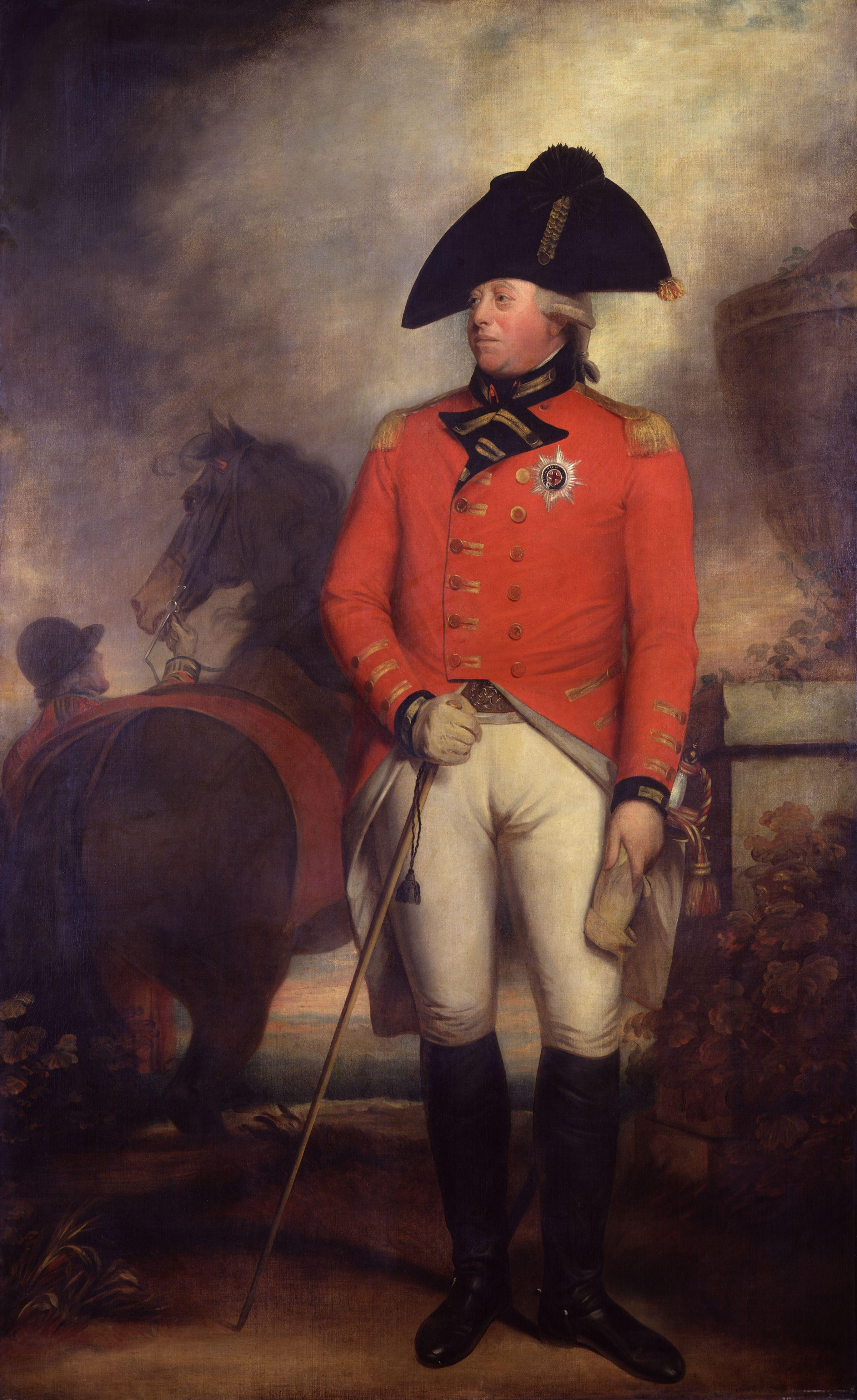
Georges III d'après William Beechey (circa 1799-1800)
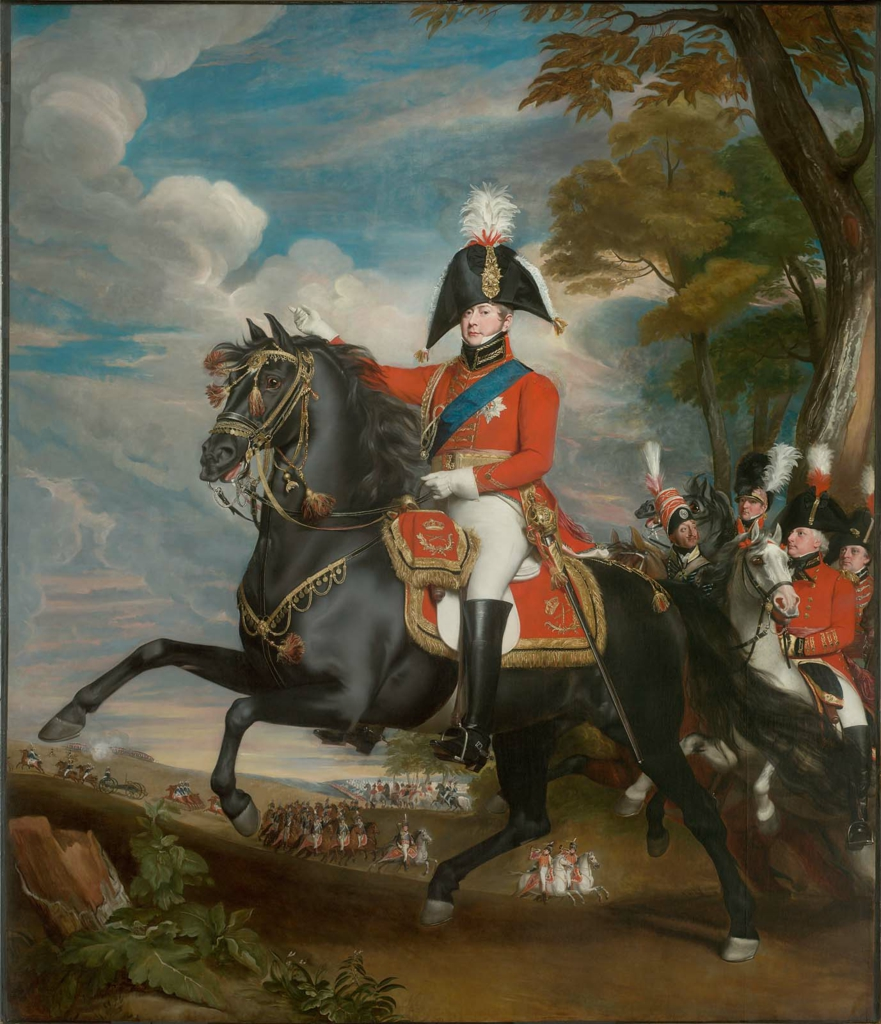
Le prince régent Georges de Galles en 1809
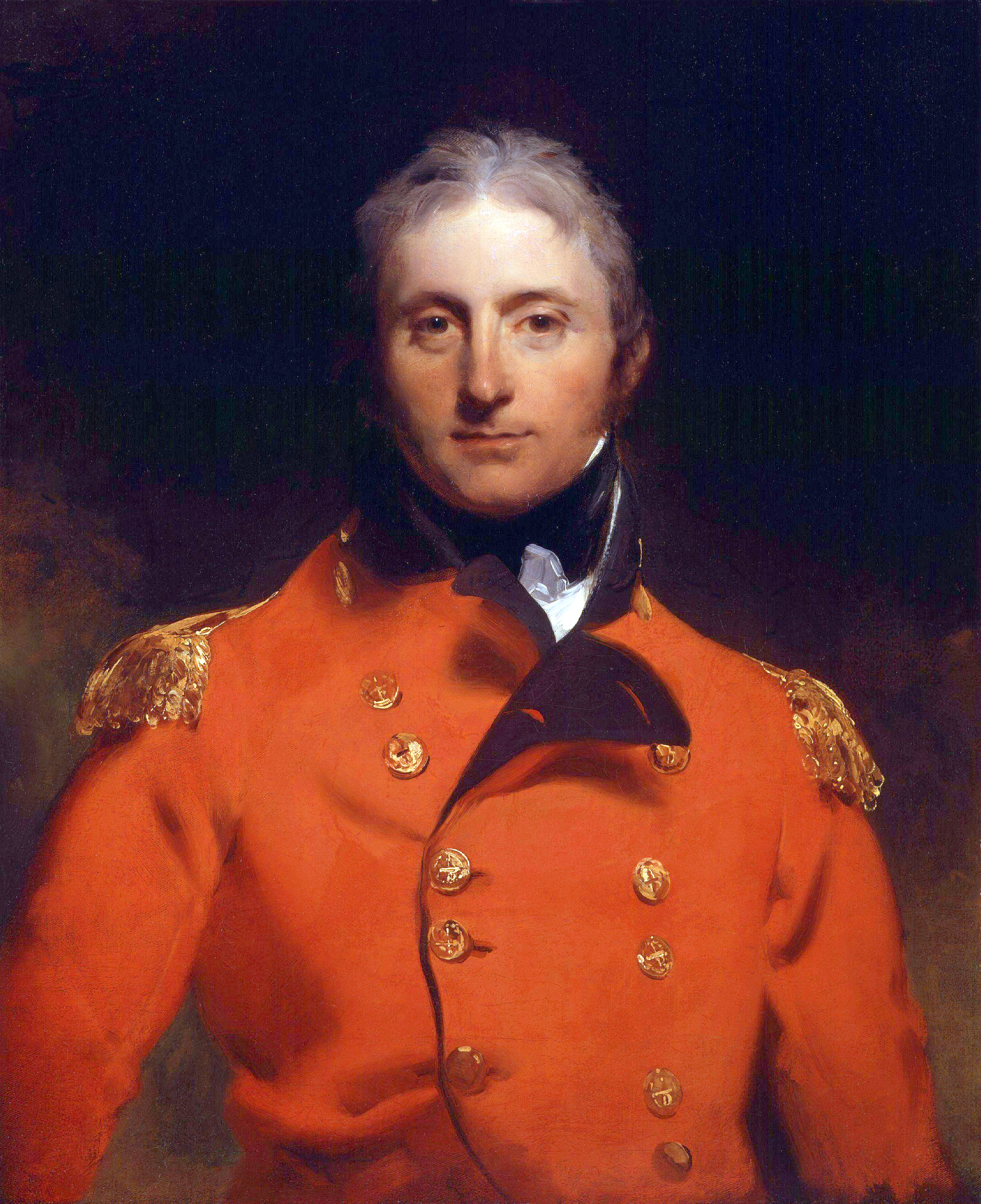
Sir John Moore d'après Thomas Lawrence
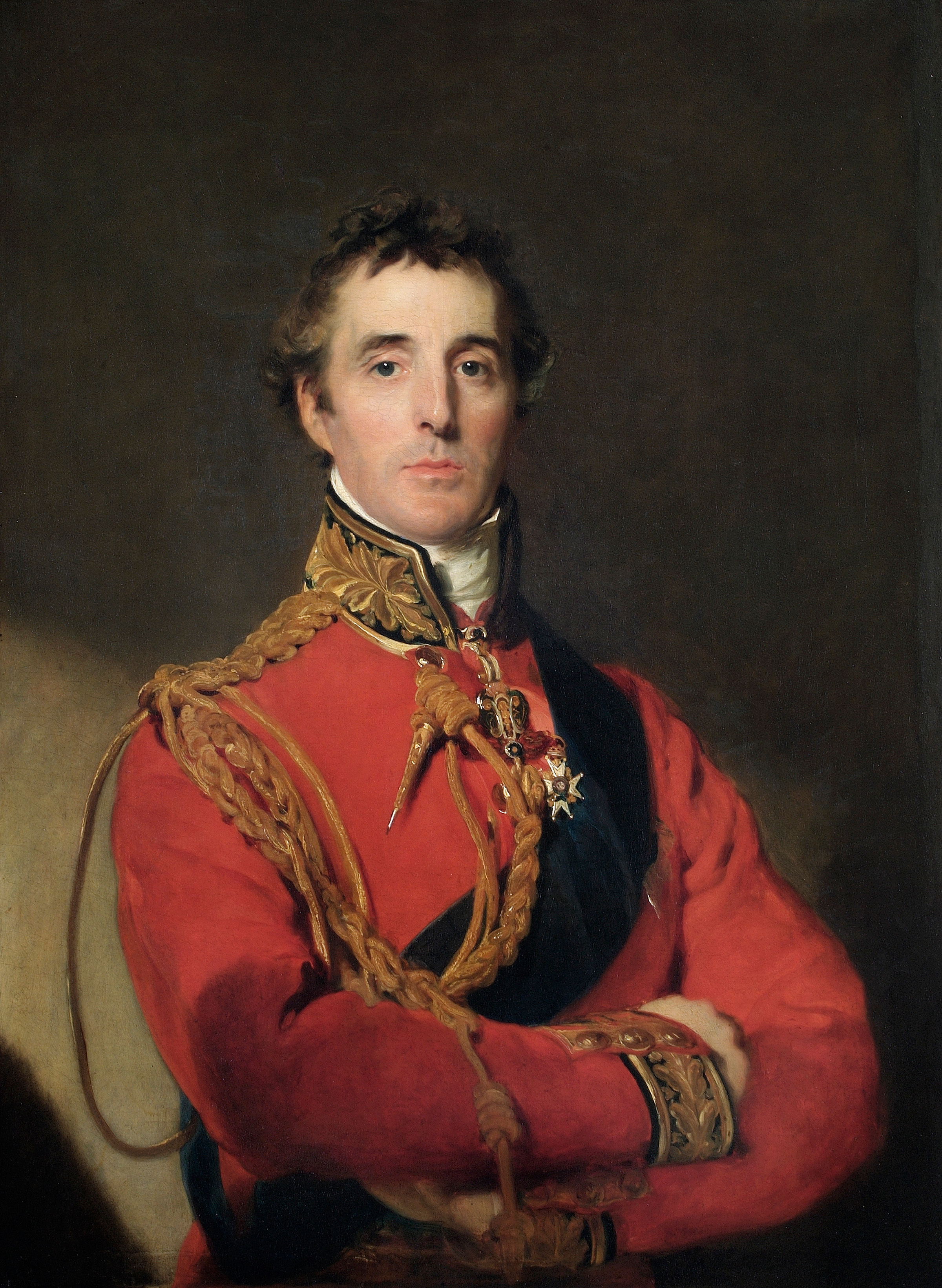
Sir Arthur Wellesley, duc de Wellington.

## Chefs de Corps

### Princes de sang

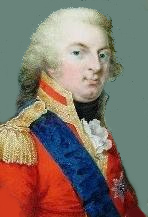
SAR Frederick d'York en 1793, d'après.

- SAR Frederick d'York (1763-1827) : second fils de Georges III, comte d'Ulster et duc d'York et Albany. En 1793, il reçut le commandement des troupes britanniques en Belgique et commandait en personne les troupes coalisées au Siège de Valenciennes; fut ensuite commandant en chef du corps expéditionnaire anglo-russe pendant l'invasion anglo-russe de la Hollande (1799), corps commandé en second par le Lieutenant-général Sir Ralph Abercromby. Fait Field marshal le 10 février 1795
- SAR Adolphe de Cambridge (1774-1850) : fils cadet de Georges III, duc de Cambridge, fait lieutenant général le 24 août 1798. En 1803, il commande la King's German Legion et est fait Field marshal en 1813[1].

### Liste alphabétique des chefs de corps
- Lieutenant-général Sir Ralph Abercromby (1734-1801) : originaire d'Écosse, il est commandant en second pendant l'invasion anglo-russe de la Hollande en 1799 puis fut mis à la tête de l'armée envoyée en Égypte. Blessé mortellement le 21 mars 1801, il mourut une semaine après.
- Lieutenant-général Sir Henry William Paget (1758-1854), 2e comte d’Uxbridge, 1er marquis d’Anglesey, plus généralement connu sous le nom de Lord Uxbridge: commandant en chef de la cavalerie alliée lors de la campagne de Belgique de 1815, il est grièvement blessé à la bataille de Waterloo le 18 juin. Fait Field marshal le 9 novembre 1846.
- Général Sir John Pitt (1756-1835) : 2e comte de Chatham, fils aîné de William Pitt l'Ancien et frère de William Pitt le Jeune, il commanda le corps expéditionnaire britannique lors de l'expédition de Walcheren (1809).

## Officiers-généraux et généraux
Dans l'armée britannique, la hiérarchie des grades d'officiers généraux s'établit de la manière suivante : général (grade le plus élevé), lieutenant-général, major-général, brigadier général. 
Liste par ordre alphabétique :
A
- Major-général Frederick Adam (1781-1853) : à Waterloo, il commande une brigade d'infanterie qui affrontera plusieurs fois et avec succès la Garde impériale
- Brigadier-général Robert Anstruther (en) (1768-1809) : il fut de presque toutes les campagnes des guerres de la Révolution et de l'Empire auxquelles prit part le Royaume-Uni jusqu'à l'année de sa mort : il sert dans les Flandres en 1793-1794, participe à la campagne du Helder en 1799 puis sert en Égypte. Fait brigadier-général en 1807, il prend le commandement d'une brigade d'infanterie sous Wellington au Portugal puis sous Moore en Espagne, avec qui il se lie d'une sincère amitié. Il meurt d'épuisement le 14 janvier 1809 à la veille de la bataille de La Corogne. Quelques instants avant sa mort, le général Moore demandera à être enterré à ses côtés où il repose désormais.

G
- Lieutenant-général Thomas Graham (baron Lynedoch) (1748-1843) : colonel du 90th regiment of Foot écossais, il fut chargé en 1798 des opérations contre l'ile de Malte, qui était à cette époque occupée par les Français. Avec le grade provisoire de Brigadier général, il avait sous ses ordres les 30e et 89e régiments, et quelques corps regroupés sous sa direction immédiate. En 1808, Graham accompagna en qualité d'aide de camp Sir John Moore en Suède, puis en Espagne. Il servit avec Moore tout au long de la campagne, qui se termina par une difficile et éprouvante retraite vers La Corogne, au cours de laquelle les services de Graham furent particulièrement précieux pour la troupe épuisée. Comme Richard Brinsley Sheridan le dit à la Chambre des Communes : « à l'heure du péril, Graham fut leur meilleur conseiller, à l'heure du désastre, Graham fut leur meilleure consolation ».

Il est nommé major-général en 1809 et continue à s'illustrer en Espagne et au Portugal. Il prend part, sous les ordres de John Pitt, à l'expédition de Walcheren mais un accès de fièvre de malaria l'obligea cependant à rentrer au pays. Rétabli, il fut élevé au rang de Lieutenant-Général et renvoyé en Espagne où il servit brillamment jusqu'en 1814.
H
- Lieutenant-général Sir Rowland Hill (1772-1842)

L
- Major-général John Le Marchant (1766-1812) : considéré comme l'un des meilleurs officiers de cavalerie britanniques de l'époque, il commande une brigade de cavalerie lourde à la bataille des Arapiles où il est tué d'une balle dans la colonne vertébrale.

P
- Lieutenant-général Edward Paget
- Général Thomas Picton (1758-1815) : officier d'origine galloise, il commandait la « division Picton » (infanterie) qui formait la droite du dispositif anglo-néerlandais lors de la bataille de Waterloo au cours de laquelle il fut tué d'une balle en pleine tête, étant ainsi le plus haut gradé allié décédé lors de la bataille.
- Major-général Sir William Ponsonby (1772-1815) : officier de cavalerie, il prend le commandement de la brigade de cavalerie lourde du Major-Gén. Le Marchant après la mort de celui-ci et reste à sa tête jusqu'à la fin de la guerre d'Espagne. Commandant de l'« Union Brigade[note 1] » constituée des 1st Royal Regiment of Dragoons, 6th (Inniskilling) Dragoons et 2nd Royal North British Dragoons (les célèbres « Scots Greys »), il est tué par un lancier français en menant ses troupes lors de la grande charge de la cavalerie anglaise à Waterloo.

## Officiers supérieurs faisant fonction d'officiers généraux
Certains officiers supérieurs ayant le grade de colonel ou lieutenant-colonel furent amenés à remplir des fonctions d'officiers généraux au commandement de brigades pendant la Guerre d'Espagne et la campagne de Belgique de 1815.
- Lieutenant-colonel Sir Charles Ashworth (en) (????-1832): il sert en qualité de brigadier-général en Espagne et dans les Pyrénées[2].

## Officiers supérieurs étrangers au service du Royaume-Uni
- Major-général[note 2] Sir Charles Alten (Carl August von Alten) (1764–1840): Officier d'origine hanovrienne commandant la King's German Legion[3].

## Officiers généraux britanniques à la bataille de Waterloo
Cette liste est tirée de l'ouvrage Waterloo 1815 de Henry Lachouque, p. 22-23: « ordre de bataille de l'armée des Pays-Bas », donné en Bibliographie.
État-major général

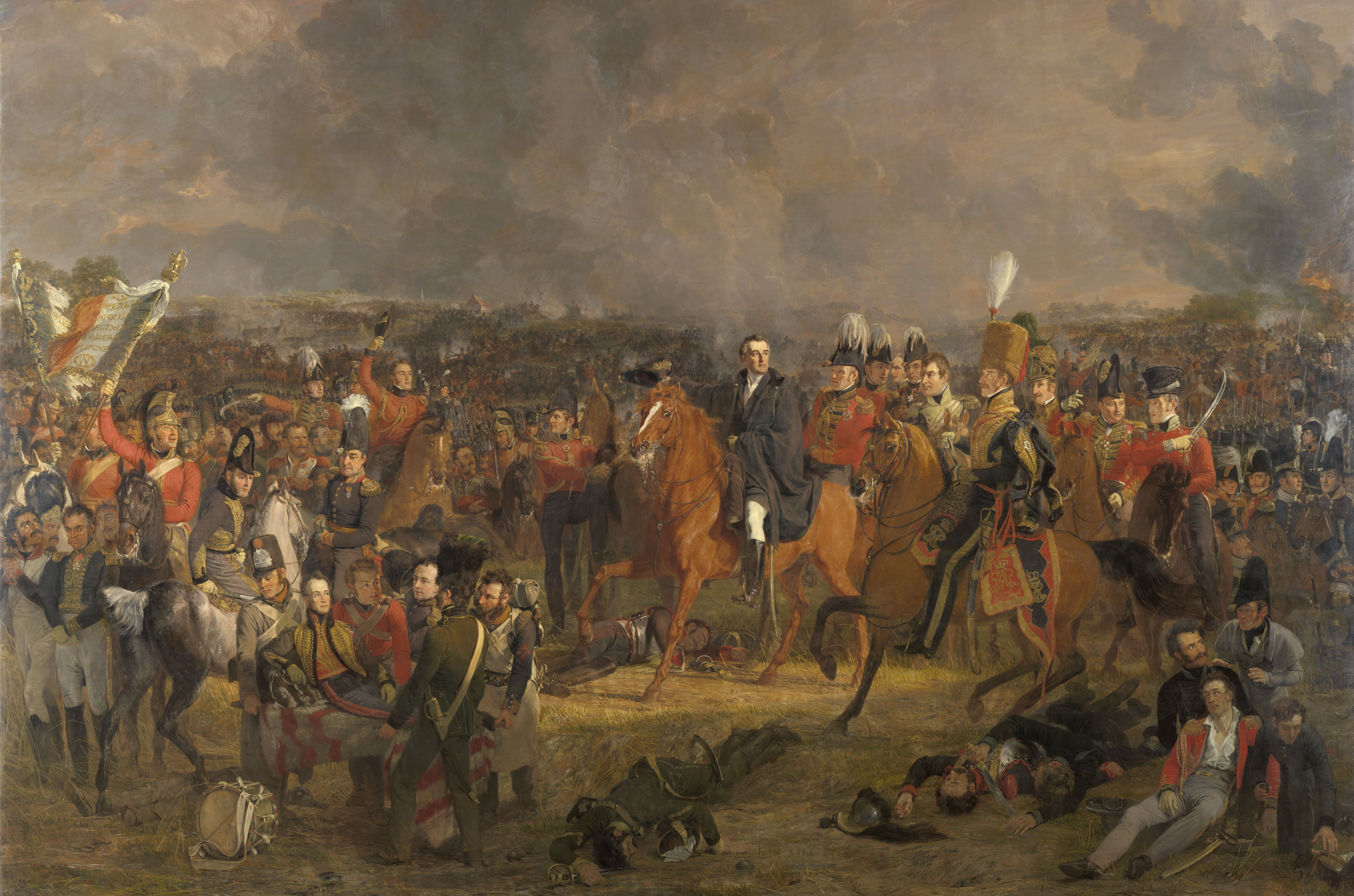
Jan Willem Pieneman : La Bataille de Waterloo (détail, 1824) : le duc de Wellington, entouré de son état-major, à la bataille de Waterloo. À sa gauche, Lord Uxbridge, commandant en chef de la cavalerie. Derrière lui à sa droite, le Gén.-Major Georges Cooke, commandant la 1re division britannique

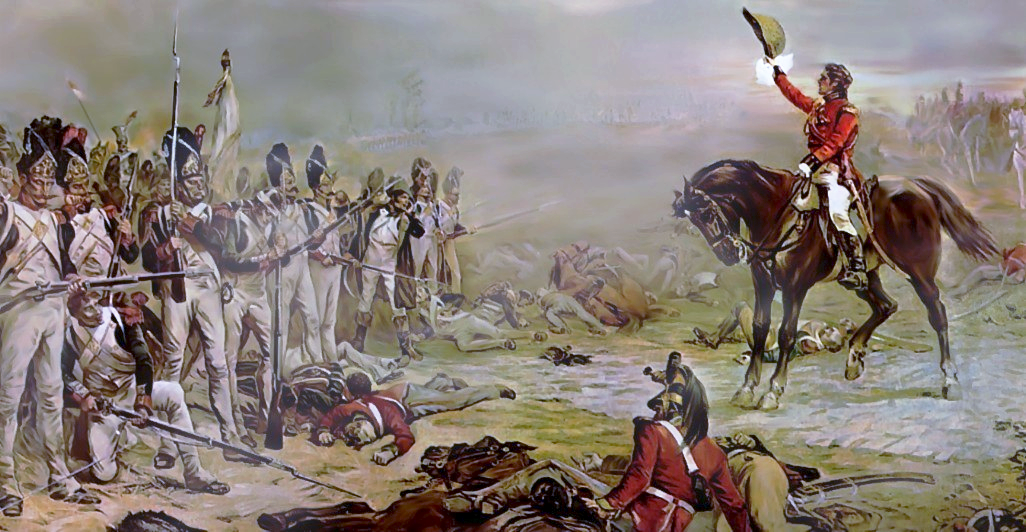
Le général Rowland Hill invite le dernier carré de la Garde impériale à se rendre.

- Field marshal Arthur Wellesley, duc de Wellington, commandant en chef de l'armée des Pays-Bas
- Gén.-Major Comte de Alten, commandant en chef des troupes hanovriennes (5 brigades d'infanterie et une de cavalerie[note 3]) servant notamment au sein de la 2e division britannique (Ier Corps, 1re Brigade hanovrienne (Gén-major de Kielmansegg) et 2e brigade de la KGL) dont il assure le commandement.

Ier Corps
- Gén.-Major George Cooke, commandant la 1re division britannique. Il sera blessé à la fin des charges de la cavalerie française[4]
  - Gén.-Major Maitland commandant la 1re brigade
  - Gén.-Major Byng commandant la 2e brigade

IIe Corps
- Commandant en chef : Lt-Gén. Lord R. Hill
- Lt-Gén. Sir H. Clinton, commandant la 2e division britannique
  - Gén.-Major F. Adam, commandant la 3e brigade britannique
- Lt-Gén. Sir Charles Colville, commandant la 4e division britannique
  - Gén.Major G. Johnstone, commandant la 6e brigade britannique

### Forces armées du Royaume-Uni
- Liste des field marshal de l'armée britannique
- Liste des amiraux britanniques pendant les guerres de la Révolution et du Premier Empire

### Armées contemporaines
Armées françaises
- Liste des généraux de la Révolution et du Premier Empire : liste des généraux français et étrangers ayant servi dans les armées de la Révolution et du Premier Empire
- Noms gravés sous l'arc de triomphe de l'Étoile

### Sur les autres projets
- Category:British Army commanders of the Napoleonic Wars (en)